# Petros Triandafilidis
Petros Triandafilidis (gr. Πέτρος Τριανταφυλλιδης; ur. 5 czerwca 1971) – grecki zapaśnik walczący w stylu klasycznym. Olimpijczyk z Barcelony 1992, gdzie zajął jedenaste miejsce w kategorii 74 kg.
Czternasty w mistrzostwach świata w 1995. Srebrny medalista mistrzostw Europy w 1994 roku.
Jest synem Petrosa Triandafilidis seniora, zapaśnika i olimpijczyka z Meksyku 1968.
- Turniej w Barcelonie 1992

Przegrał z Yvonem Riemerem z Francji i Kubańczykiem Néstorem Almanzą i odpadł z turnieju.